# Edmund Haferbeck
Edmund Haferbeck (* 1957 in Detmold) ist ein deutscher Agrarwissenschaftler, Tierrechtsaktivist, freier Journalist und ehemaliger Grünen-Kommunalpolitiker in Schwerin. Er war maßgeblich am Aufbau des deutschen Ablegers der Tierrechtsorganisation PETA (People for the Ethical Treatment of Animals) beteiligt und fungierte als deren Leiter der Wissenschafts- und Rechtsabteilung.

## Leben und Wirken
Haferbeck absolvierte ein Studium der Agrarwissenschaften an der Universität Göttingen mit Schwerpunkt Tierproduktion. Diese Erfahrung sensibilisierte ihn für die Problematik der industriellen Massentierhaltung. Anfang der 1980er Jahre entschied er sich, sich für Tierrechte einzusetzen. Seine Dissertation verfasste er über die Nerz-, Fuchs- und Iltiszucht in Deutschland.
Von 1990 bis 2009 engagierte sich Haferbeck als Kommunalpolitiker für die Grünen in Schwerin.
2004 übernahm er die Position des Leiters der Wissenschafts- und Rechtsabteilung der Tierrechtsorganisation PETA in Stuttgart.

## Weitere Tätigkeiten
1984 gründete er gemeinsam mit Andrea Clages den ECHO Verlag, an dem er bis 2021 als Mitgesellschafter beteiligt war. Von 2014 bis 2021 war er zudem Mitglied der Statisterie am Staatstheater Stuttgart.

## Publikationen
- 1984: Farmgezüchtete Pelztiere: ihre Natur- u. Lebensgeschichte u.e. Einf. in Zucht u. Haltung. Philler, Minden 1984, ISBN 978-3-7907-1147-9.
- 1988: Die gegenwärtigen Produktionsbedingungen in der deutschen Nerz-, Iltis- und Fuchszucht unter besonderer Berücksichtigung der Tierschutzproblematik, Echo Verlag, ISBN 978-3-9801216-2-0.
- 1990: mit Ingeborg Bingener, Bernhard Rambeck, Andrea Clages: Tierversuche, Echo Verlag, ISBN 978-3-926914-17-0.
- 1990: Pelztierzucht : das sinnlose Sterben Echo Verlag, ISBN 978-3-926914-09-5.
- 1994: Bundesdeutsche (Justiz-)Behörden – eine kriminelle Vereinigung? Schwerin
- 1997: mit Bernhard Rambeck, Andrea Clages: Tierversuche müssen abgeschafft werden. Echo Verlag, ISBN 978-3-926914-30-9
- 1998: mit Frank Wieding: Operation Tierbefreiung : ein Plädoyer für radikale Tierrechtsaktionen, Echo Verlag, ISBN 978-3-926914-31-6.
- 1999: mit Detlef Winter: Die Rechtsbeugermafia Verlag Roter Oktober, ISBN 978-3-934477-00-1.

## Links
- Werke von Edmund Haferbeck im Katalog der Deutschen Nationalbibliothek
- Edmund Haferbeck bei IMDb